# Catedral de Segóvia
A Catedral de Santa Maria de Segóvia é uma catedral católica que é a sé da diocese de Segóvia, Espanha. Foi construída entre 1525 e 1577 em estilo gótico tardio com traços renascentistas e reformada no século XVIII. Devido às suas dimensões e à sua elegância, é conhecida como "Dama das Catedrais". Foi consagrada em 1768.
É uma das catedrais góticas mais tardias da Espanha e da Europa, já que foi construída numa altura em que na maior parte da Europa predominava o estilo renascentista. O edifício tem uma estrutura em três cúpulas altas e ambulatoriais, tem janelas com fino rendilhado e vitrais. O interior tem uma unidade de estilo (em estilo gótico tardio), exceto na cúpula construída em torno de 1630. Abóbadas góticas atingem os 33 metros de altura, medem 50 metros de largura e 105 metros de comprimento. A grande cúpula foi concluída por Pedro de Brizuela no século XVII. A torre chega a quase 90 metros. A capitel de pedra atual da torre, data de 1614, foi erguida após um grande incêndio causado por uma tempestade. A torre original, totalmente gótica, foi construída de mogno americano, tinha estrutura piramidal e era a torre mais alta de Espanha.

## Galeria

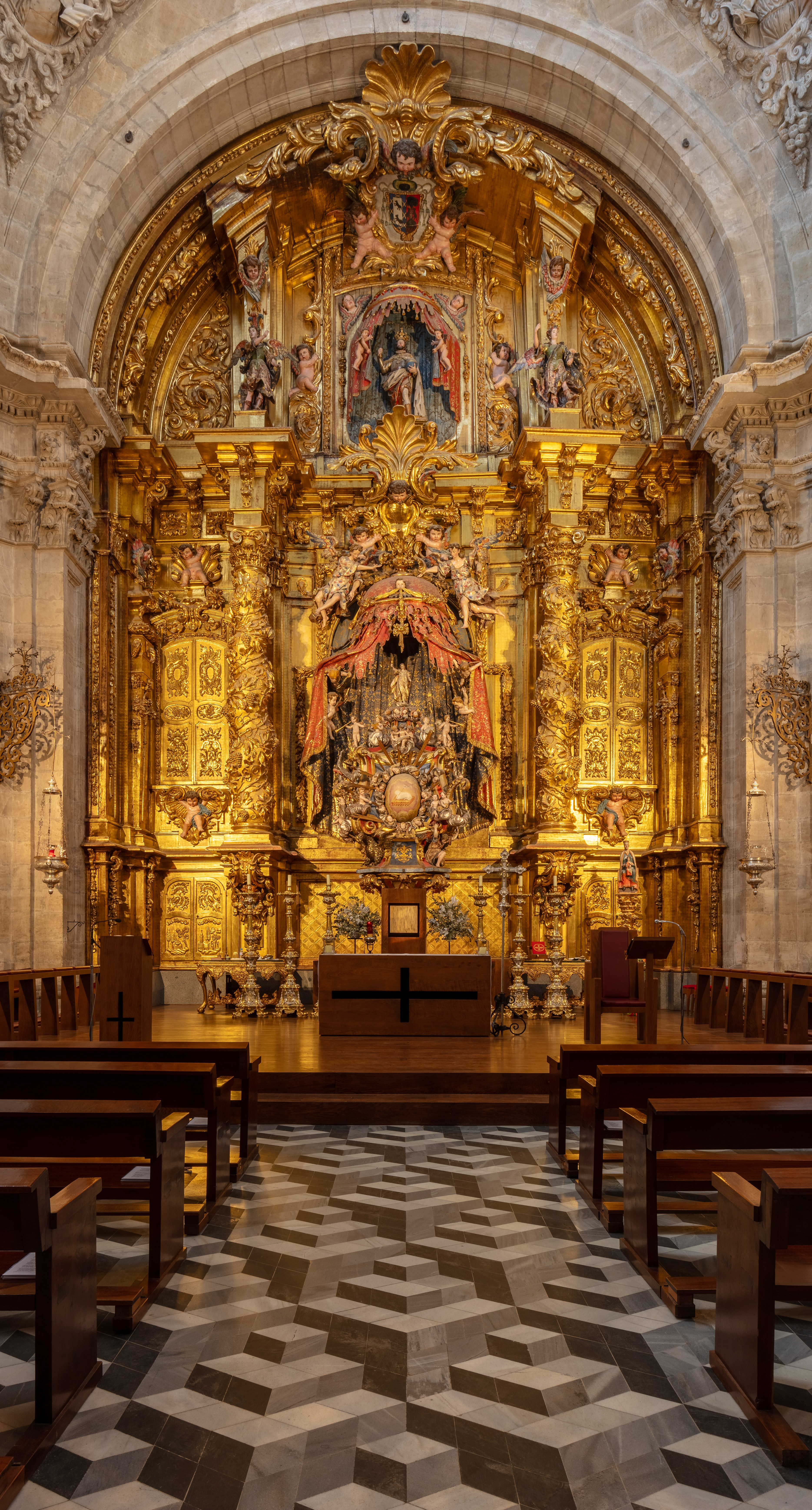
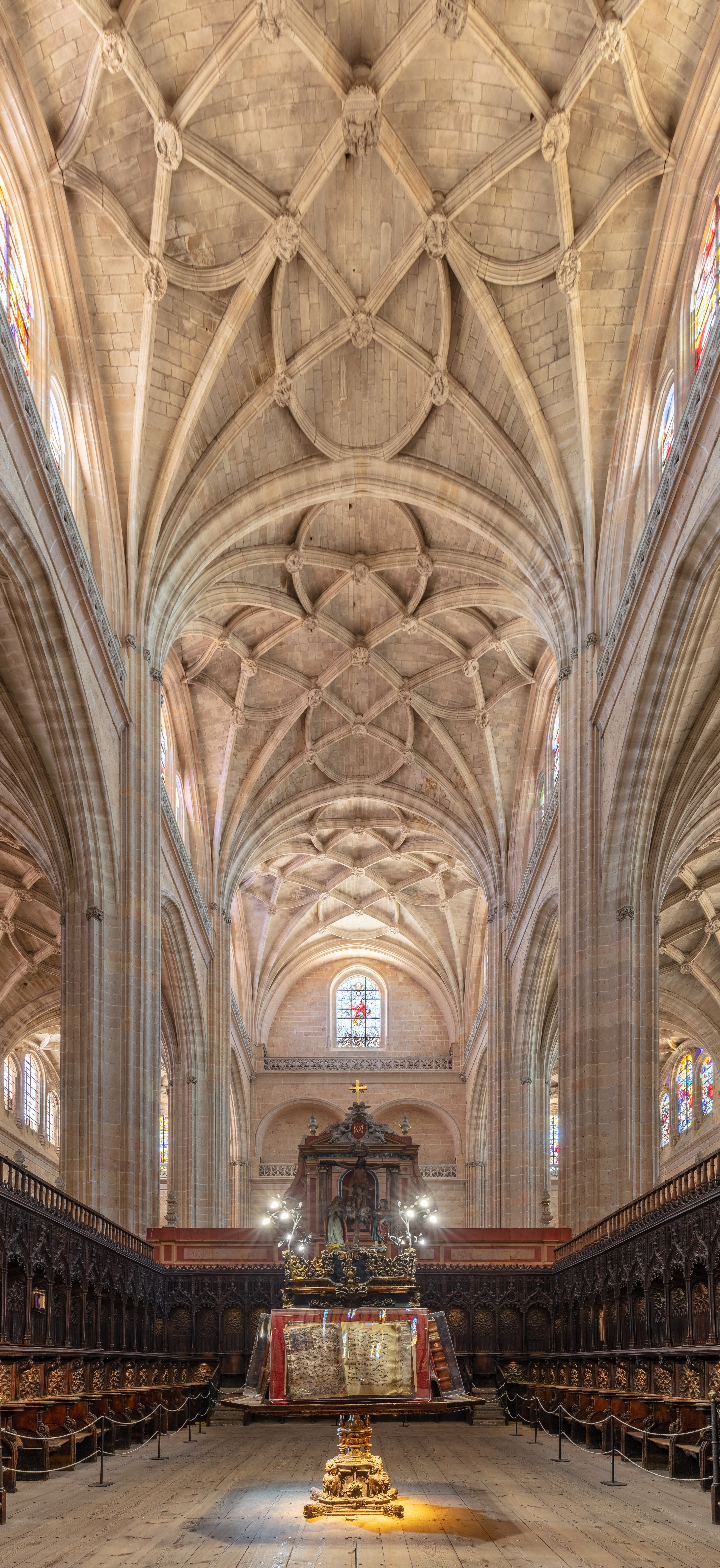
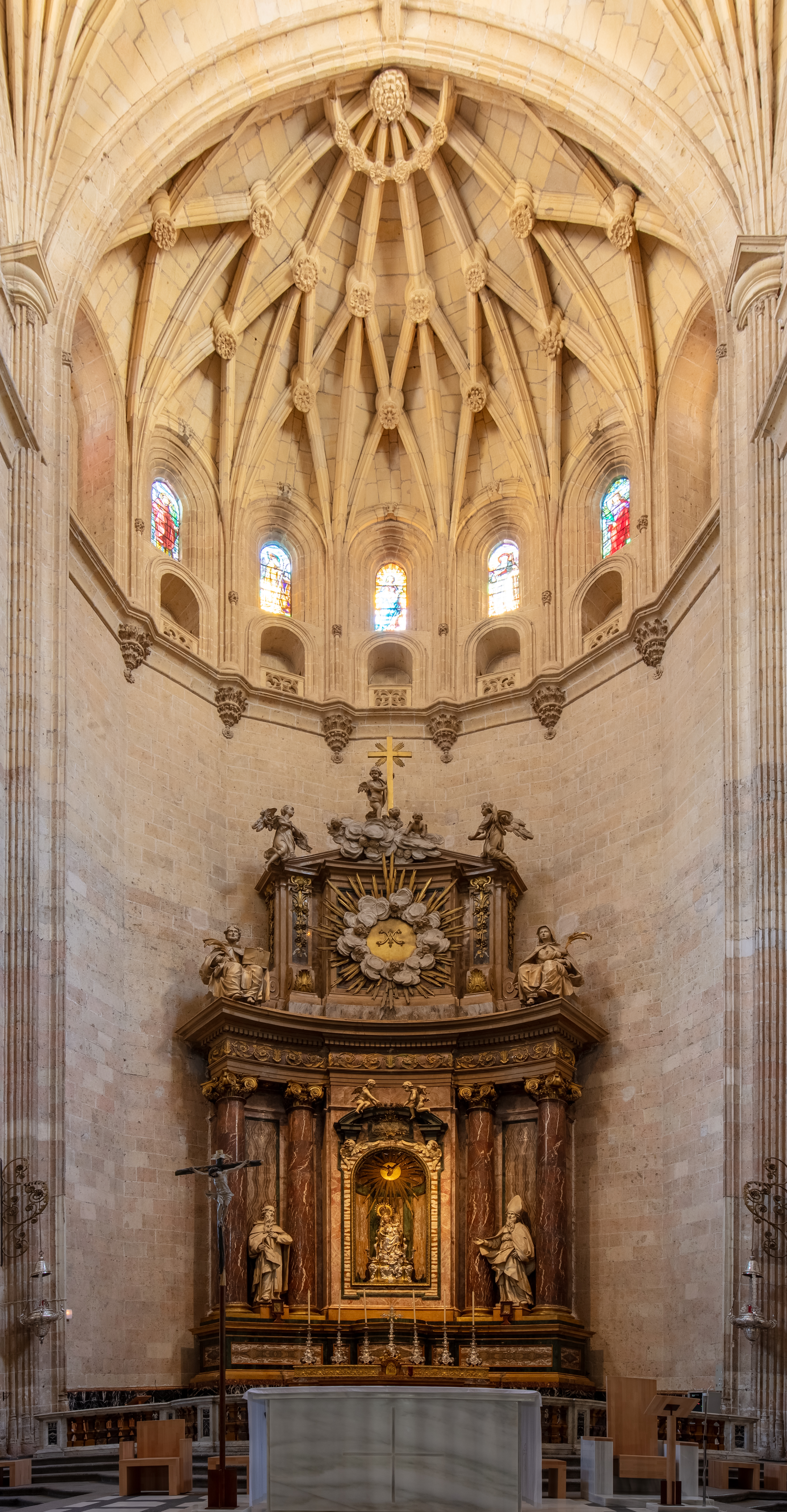
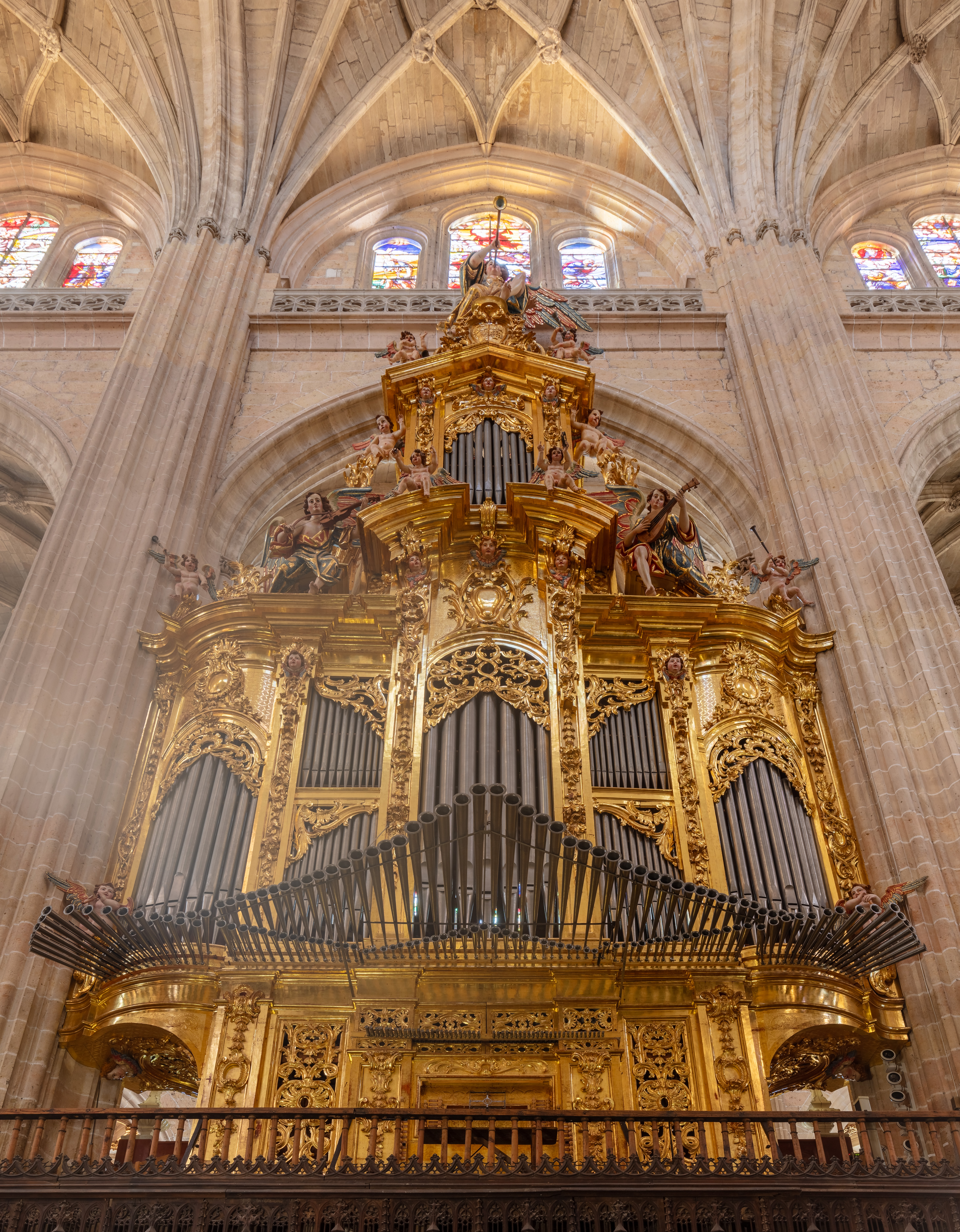
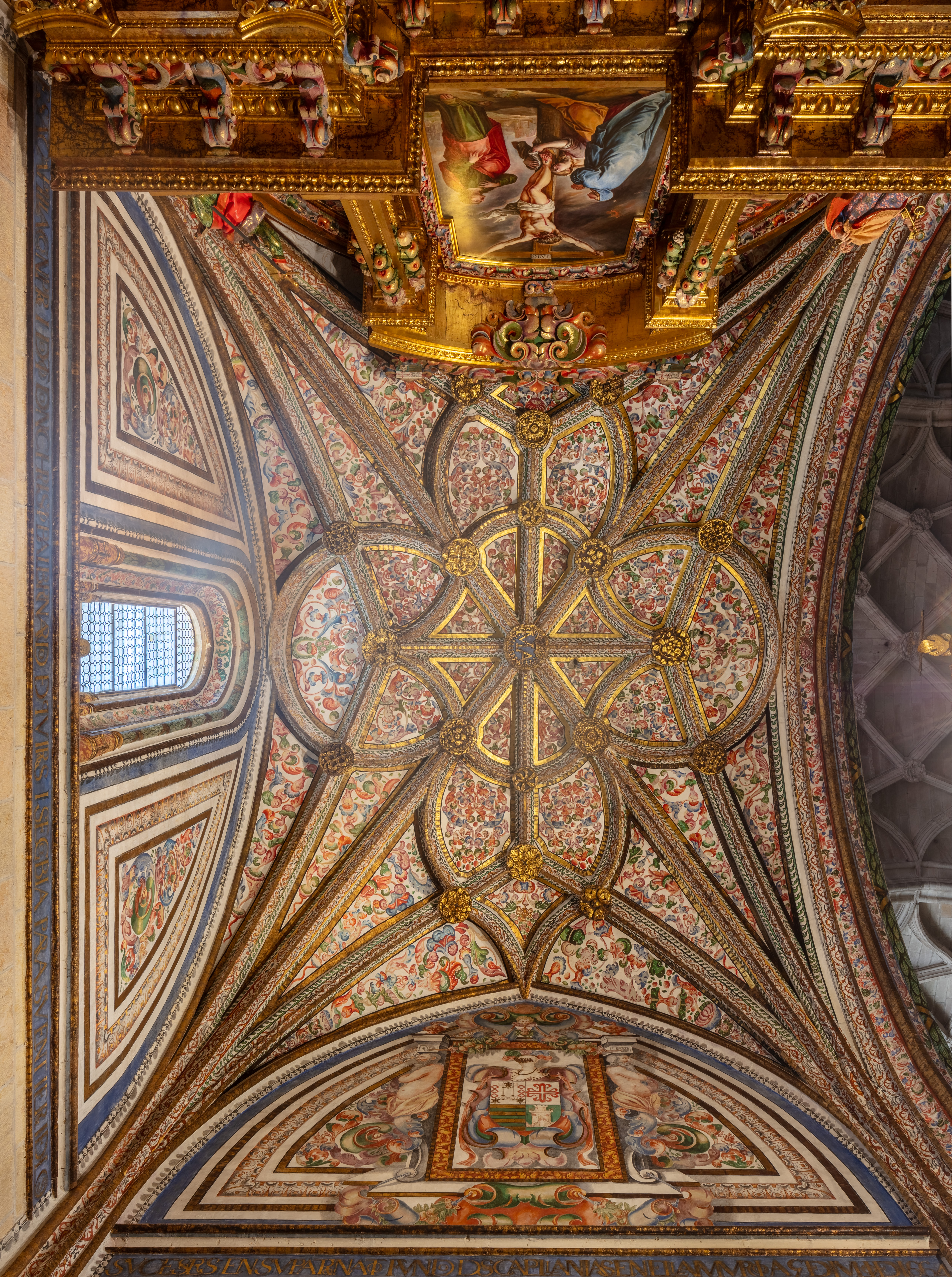
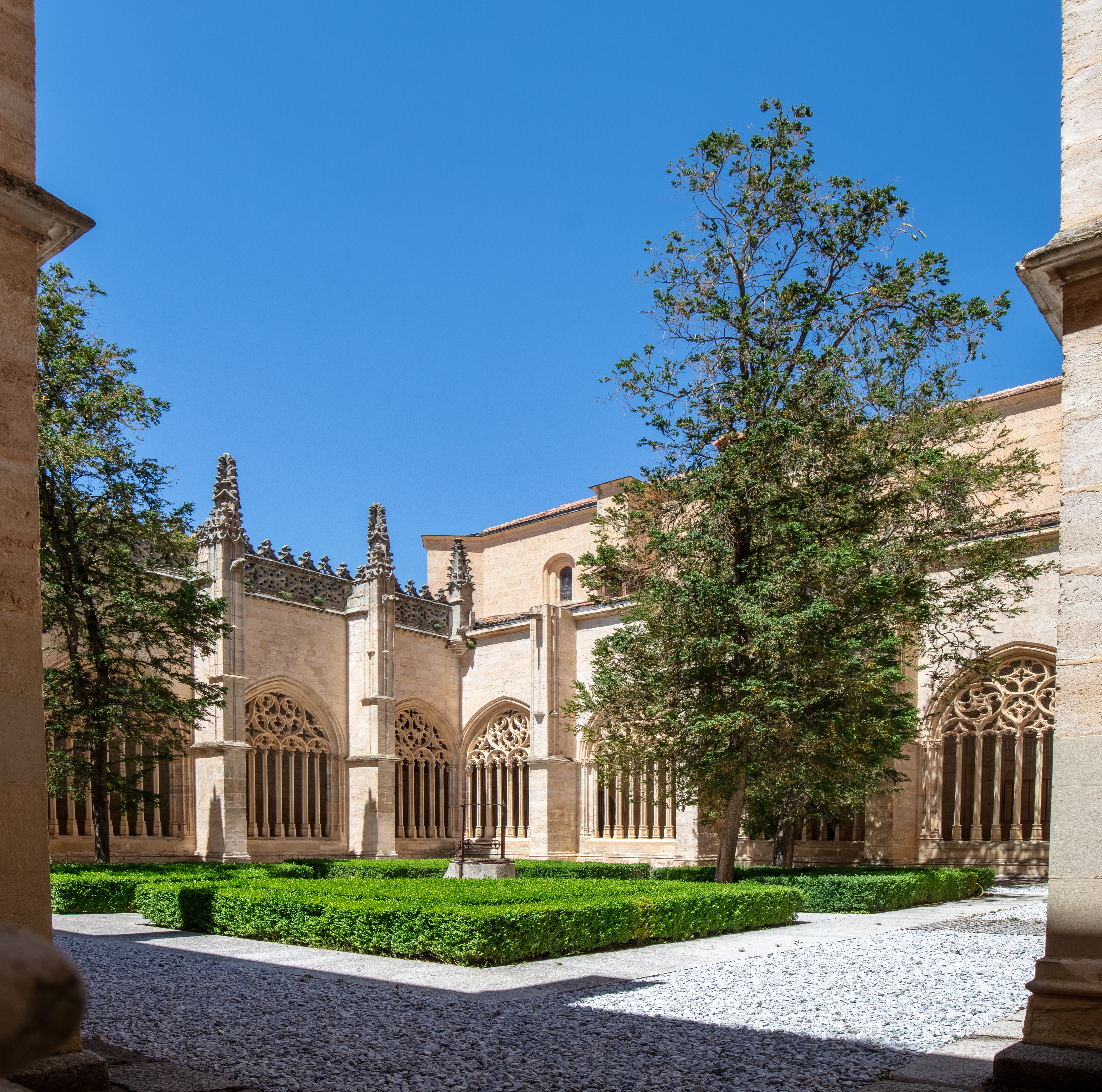
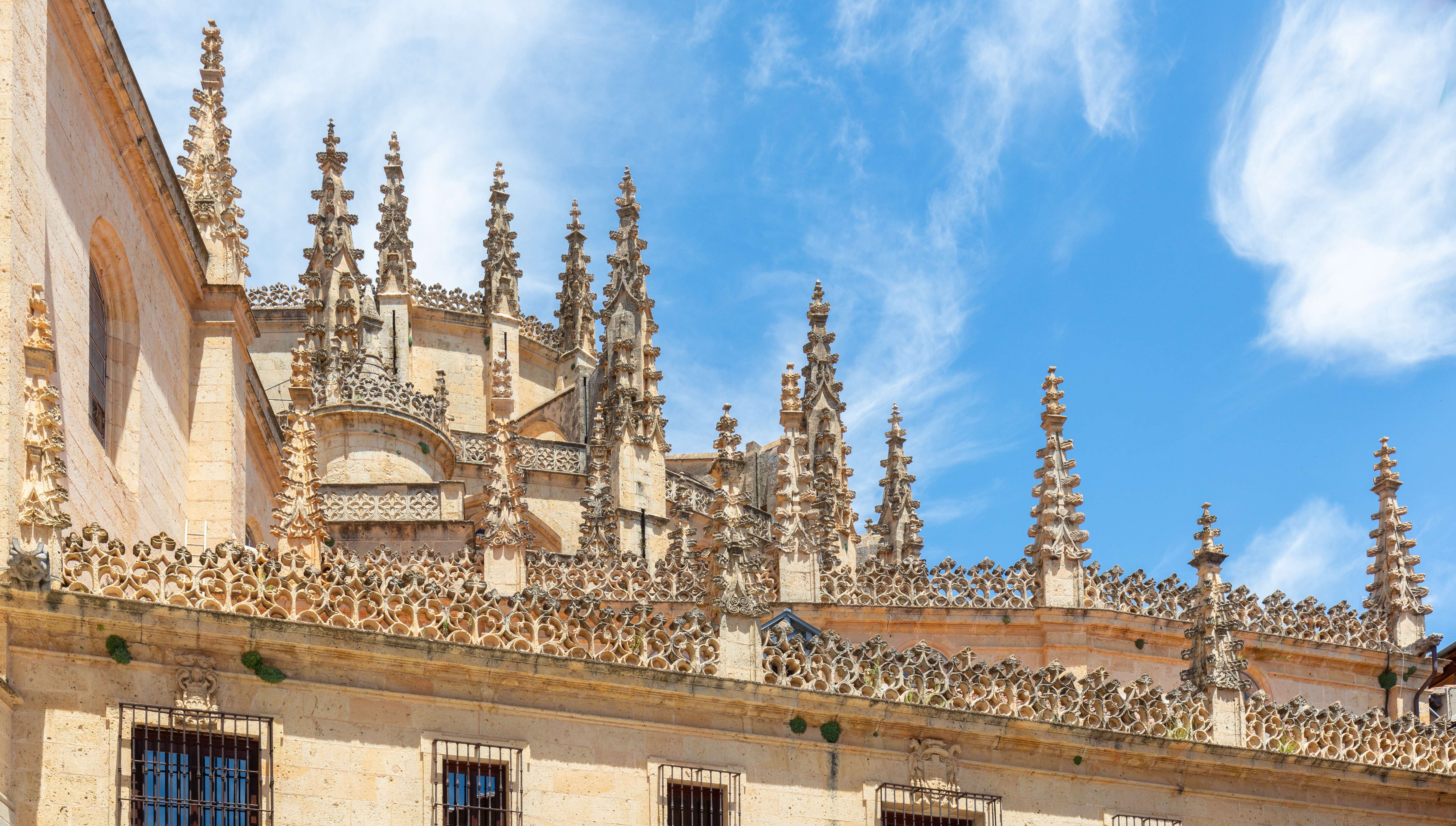